# 芒特普莱森特 (南卡罗来纳州)
芒特普莱森特是美国南卡罗来纳州下属的一座城鎮，面积大约为58.66平方英里（151.92平方公里）。根据2020年美國人口普查，该市有人口90,801人，人口密度约为每平方 英里1,548人（约合每平方公里598人）。